# Phillips Kongo-Spitzmaus
Phillips Kongo-Spitzmaus (Congosorex phillipsorum) wurde erst 2005 als neue Art beschrieben. Sie ist in den Ndundulu und Nyumbanitu Forest in den Udzungwa-Bergen in Tansania endemisch.
Die Art ist nach einer Familie Phillips benannt, deren Mitgliedern den Erstbeschreibern hilfreich zur Seite standen.

## Merkmale
Phillips Kongo-Spitzmäuse sind sehr kleine, stämmige Tiere mit einem mittellangen Schwanz. Die Kopf-Rumpf-Länge liegt zwischen 6,8 und 7,6 cm, die Schwanzlänge bei 3,5 bis 4 cm. Das mittlere Gewicht beträgt neun Gramm. Die Tiere sind mit einem fast einfarbigen dunkelbraunen Fell bedeckt, dessen Haare auf dem Rücken 5 mm und auf dem Bauch 3 mm lang sind. Die Haare sind schiefergrau und besitzen dunkelbraune Spitzen. Die Bauchhaare sind nur wenig heller als die Rückenhaare. Die Vibrissen sind 1 bis 1,4 cm lang, dünn und transparent. Der Kopf ist relativ lang und macht ein Drittel der Kopf-Rumpf-Länge aus. Die Ohren sind kaum sichtbar und mit langen Haaren bedeckt. Die Vorder- und Hinterfüße sind auf ihrer Oberseite mit großen Schuppen bedeckt.

## Lebensweise
Phillips Kongo-Spitzmaus lebt in moosigen Bergwäldern, Bambuswäldern und Mooren in Höhen von 1500 bis knapp über 2000 Metern. Sie ist bodenbewohnend und nachtaktiv. In ihrem Verbreitungsgebiet kommen noch vier weitere Spitzmausarten vor, darunter die Hildegarde-Spitzmaus (Crocidura hildegardeae), die Kilimandscharo-Spitzmaus (Crocidura monax) und die Kihaule-Waldspitzmaus (Myosorex kihaulei). Obwohl Phillips Kongo-Spitzmaus die häufigste der Spitzmausarten der Udzungwa-Berge ist, gilt sie laut IUCN aufgrund des kleinen Verbreitungsgebietes als „vom Aussterben bedroht“ (critically endangered).